# Nürtinger Stattzeitung
Die Nürtinger STATTzeitung war eine Online-Stadtzeitung und eine Stattzeitung für Nürtingen. Von 1980 bis 1993 wurde sie als Printausgabe monatlich herausgegeben und verkauft. Von 2004 bis 2020 erschien sie online. Sie verstand sich als ein selbstverwaltetes Zeitungsprojekt. Im Gründungsstatut heißt es: „Die Nürtinger STATTzeitung versteht sich als oppositionelles Blatt gegenüber der herrschenden Politik und Meinung“. Der Namenszug verweist auf die oppositionelle Haltung von Gegenöffentlichkeit sowie auf den Bezug zu Nürtingen. Als Mitmachzeitung präsentierte sie lokale Politik, Kultur und soziale Erscheinungsformen. Sie war eine Plattform für andere Vereine und Gruppierungen in Nürtingen. Wie ähnliche Stadtmagazine legte sie großen Wert auf eine Veranstaltungsübersicht. 2006 wurde ihr der „Alternative Medienpreis“ in der Sparte Internet verliehen.

## Geschichte

### Anfänge
Der Verein der Stattzeitung für Nürtingen wurde 1980 gegründet. Bis 1993 wurde das Blatt gedruckt und auf dem Wochenmarkt und in Kneipen verkauft.
Die Nürtinger STATTzeitung ging aus dem vom Jugendhaus Nürtingen herausgegebenen "Nürtinger Blättle", hervor. Das "Nürtinger Blättle" existierte seit September 1979 und verstand sich als "Sprachrohr der Nürtinger Alternativ-Kulturscene" (NAKS). In der letzten Ausgabe des "Nürtinger Blättle" stand ein Aufruf zu einem neuen alternativen Publikationsprojekt, einer Stattzeitung:

„Es gibt zahlreiche Gruppen und Personen, die an Problemen und Lösungsmöglichkeiten arbeiten. Die einen blicken hoffnungsvoll auf Nicaragua, und stellen fest, daß sich dort einiges zum Guten tut (tat?). Nur bei uns bleibt alles beim Alten, vieles beim Schlechten. Frauen werden unterdrückt, Kinder mißhandelt, Atomkraftwerke gebaut, alte Menschen durch Umsiedlung entwurzelt, der Staat vor dem Bürger beschützt, Unangepaßte psychiatrisiert, Bücher verboten, Arbeiter an Fließbändern geschändet, usw. Wir meinen wir sollten gemeinsam nach Neuem Ausschau halten und uns bemühen, mehr zu werden. Um wirksam zu werden, müssen wir Formen der Zusammenarbeit finden. Deshalb schlagen wir vor, ein Zeitungsprojekt in Angriff zu nehmen, das folgendem Zweck dient: - Forum der Diskussion in verschiedene Richtung arbeitender Gruppen, - Organ zur Klärung linker Positionen, mit dem Ziel eine gemeinsame Perspektive zu entwickeln schließlich - Sammlung und Organisieren der verschiedenen kritischen Kräfte zur weiteren Verbreitung kritischer Positionen und zum Aufbau von Aktionseinheiten auf kommunaler Ebene, um den Erkenntnissen und Fähigkeiten einzelner zur vollen Wirksamkeit zu verhelfen.“

Daraufhin kamen am 16. April 1980 fünfzehn Interessierte zusammen, überwiegend im Alter zwischen 20 und 30 Jahren. In dem entworfenen Statut fasste diese Startgruppe ihre Absicht zusammen: "Die ‚Nürtinger Stattzeitung' versteht sich als oppositionelles Blatt gegenüber der herrschenden Politik und Meinung". Die Entstehung der Nürtinger STATTZeitung ist im Zuge der Neuen sozialen Bewegungen einzuordnen.
Anfangs war die Nürtinger STATTzeitung nur Zaungast im Gemeinderat. Im Laufe der Zeit erwirkte die Nürtinger STATTzeitung den Sitz an den Pressetischen, ebenso den Erhalt von Presseeinladungen, Pressemeldungen der Stadt und der Unterlagen zur Vorbereitung auf die Gemeinderatssitzungen.

## Redaktionsarbeit in der Printära
Jeden Monat erstellten die Ehrenamtlichen eine Zeitungsausgabe, die aus durchschnittlich 32 Seiten bestand. Zeitweise bestand die Redaktion aus bis zu zwanzig Redaktionsmitgliedern, jungen Frauen wie jungen Männern. Für manche war diese zeitraubende Arbeit in bestimmten Lebenssituationen wie Arbeitslosigkeit oder lockerer Studienphase die Hauptbeschäftigung. Die Zeitung wurde im DIN-A3-Format entworfen und gestaltet. Von der Druckerei wurde sie dann auf DIN A4 verkleinert. Der erste Layouttisch bestand aus einer Obstkiste mit einer Glasplatte und einem darunter angebrachten Licht. Später arbeitete die Redaktion an zwei selbst gebauten Lichttischen, an denen jeweils zwei Seiten layoutet werden konnten, sowie in einer Dunkelkammer, anfangs in der Gaststätte Silberburg, die nach dem Konzept des "Kneipen-Kollektivs" ehrenamtlich betrieben wird, später in dem Haus der Eltern eines Redaktionsmitgliedes. Die gedruckten Seiten mussten von Hand zusammengelegt, gefaltet und anschließend geheftet werden. Die Auflage der ersten Ausgabe betrug 801 Exemplare, "eine für den Verfassungsschutz" wurde als Bemerkung hinzugefügt. Ab Juli/August 1982 senkte die Redaktion die Auflage auf 550 Exemplare. Die Printausgabe wurde von den ehrenamtlichen Redaktionsmitgliedern an Schulen, bei Veranstaltungen und auf dem Wochenmarkt in der Fußgängerzone vertrieben. Zu Beginn kostete eine Zeitungsausgabe 1 DM. Drei Jahre später kostete sie 2 DM.

## Teil der Bewegung
Die Stattzeitung der Anfangsjahre berichtete nicht nur über Ereignisse, sondern verstand sich darüber hinaus als aktiver „Teil der Bewegung“ und auch „ein Stück weit Spaßguerilla“. So waren einige Zeitungsmacher an einer Hausbesetzung sowie an der Organisation von Friedens- und Anti-NPD-Demonstrationen beteiligt. Nach einem Bericht über Mängel wie Schimmelbefall in Wohnungen in der Grötzinger Straße des Stadtteils Oberensingen, die die Stadt finanziell Schwachen zugewiesen hatte, brachten die Redakteure das Thema in Gemeinderatssitzungen vor. Durch Aktionen, die nicht ausschließlich als Spaßguerilla zu werten sind, hatte sie erheblichen Anteil an der Meinungsbildung in Nürtingen, die in der Printära per Bürgerentscheid vom 16. März 1986 den geplanten Atombunker in Nürtingen verhinderte. Aber auch in der Onlineära hatte sie zum Beispiel Anteil daran, dass die mit Monsanto/Pioneer verbundenen Versuche der Hochschule für Wirtschaft und Umwelt Nürtingen-Geislingen mit transgenen Maissorten und Breitbandherbiziden mit dem Wirkstoff Glyphosat unter dem Namen Roundup auf dem Hofgut Tachenhausen eingestellt wurden.

### Basisdemokratische Redaktionssitzungen
Die STATTzeitungsredaktion arbeitete bereits in der Printära basisdemokratisch. Die Verantwortlichkeit im Sinne des Presserechts wechselte im Rotationsverfahren. In der Onlineära wurden die Entscheidungen ebenfalls basisdemokratisch herbeigeführt. Jedes Redaktionsmitglied hatte Vetorecht. Es bestand jedoch ein Verantwortlicher im Sinne des Presserechts. Statt der vollen Namen der Verfasser wurden in der Regel Autorenkürzel verwendet.

## Bewusst alternative Berichterstattung
Die erste Printausgabe zeigte auf dem Titelbild ein besetztes Haus, die so genannte Villa Melchior, die spätere Freie Kunstschule Nürtingen. In der Dezemberausgabe des Jahres 1988 brachte die Stattzeitung zum Ausdruck, sie habe sich aus eigener Perspektive vom Nürtinger Mainstream abgehoben und nannte rückblickend zahlreiche Beispiele alternativer Berichterstattung. Die Nürtinger STATTzeitung deckte die Funktion des Gemeinderatsmitglieds Walter Staffa als rechtsextremer Netzwerker bereits in der Printära auf. Auch in der Onlineära nahm sie dazu Stellung, wie auch Peter Härtling. Thaddäus Kunzmanns in der Nürtinger STATTzeitung erwähnte Ansichten stießen 1986 auch bundesweit auf Protest, zum Beispiel in "Die Zeit": "Kurz darauf verbreitete sich der Kreisvorsitzende der Jungen Union in Esslingen, Thaddäus Kunzmann, „über die Arroganz Israels, unseren demokratischen Rechtsstaat für die Judenmorde im Dritten Reich verantwortlich zu machen“." Auch "Der Spiegel" berichtete darüber. Bereits ein Jahr zuvor wurde die Nürtinger STATTzeitung von Thaddäus Kunzmann wegen Berichterstattung zu ähnlicher Thematik "scharf angegriffen". Die Nürtinger STATTzeitung stellte dies später folgendermaßen dar: "Auf einer Veranstaltung mit dem ehemaligen KZ-Häftling Otto Wisst hatte er eine Äußerung abgegeben. Im Interview mit der STATTzeitung sagte Otto Wisst später: "Wenn ich bloß an den einen Jungen denke, wie der provozierend dagestanden ist .... Aus solchen Leuten können sie morgen wieder eine SS machen. Das wären doch die ersten, die sich dazu freiwillig melden würden". Das wurde so als Zitat veröffentlicht. Thaddäus Kunzmann meinte, das sei Verleumdung! Als Mitglied der Jungen Union, die Mitglied im Stadtjugendring (SJR) war, hat er gefordert, der SJR sollte die finanzielle Unterstützung der STATTzeitung einstellen. Es kam zu einer Aussprache beim Stadtjugendring, in der die STATTzeitung klargemacht hat: "Das ist zitiert und das ist Pressefreiheit". Die STATTzeitung wurde weiterhin vom Stadtjugendring finanziell unterstützt."
Zum besonderen Themenkatalog der STATTzeitung gehörten 1981 der NPD-Landesparteitag in der Nürtinger Stadthalle und die Nürtinger "Friedensdemo". Weitere große Themen in den 1980er Jahren waren der Rathaus-Neubau ("Palazzo Prozzo"), der Protest gegen eine geplante Neckarschlamm-Deponie am unweit gelegenen Hörnle (Schwäbische Alb), ein Beratungsangebot von Pro Familia in Nürtingen einzufordern, die Volkszählung in der Bundesrepublik Deutschland 1987 sowie rechtsradikale Vorgänge in Nürtingen, die auch den Gemeinderat betrafen (Walter Staffa, Rolf Kosiek).

## Verhältnis zur lokalen Tageszeitung und zu Stadtvertretern
Von der Nürtinger Zeitung fühlte sich die Stattzeitung in den 1980er-Jahren als „unbotmäßige Konkurrenz“ empfunden. Die Nürtinger STATTzeitung sah sich andererseits als "journalistisches Korrektiv" zur Berichterstattung der Nürtinger Zeitung mit deren integriertem Amtsblatt. Leserbriefe, die in der Nürtinger Zeitung nicht erschienen, da sie von dem damaligen Chefredakteur Günter Schmitt abgelehnt wurden, oder dort in gekürzter oder veränderter Form erschienen waren, druckte die Stattzeitung oft in ihrer Originalfassung. Hin und wieder veröffentlichte die STATTzeitung so genannte „Schmitt’ser“ aus der Nürtinger Zeitung, der Begriff „Schmitt’ser“ bezog sich auf den Nachnamen des damaligen Chefredakteurs. Als Dr. Rolf Kosiek im Jahr 1980 aus dem Staatsdienst und somit dem Lehrauftrag an der damaligen Fachhochschule in Nürtingen entlassen worden war, weil dessen rechtsradikalen Aktivitäten an den entsprechenden Stellen bekannt wurden und dort als nicht mehr haltbar bewertet wurden, kritisierte die Nürtinger STATTzeitung Günter Schmitt, dass er als Chefredakteur der Nürtinger Zeitung in seinem Artikel über diesen Fall "keinen Zweifel aufkommen" ließ, "wem sein Mitgefühl und seine Sympathie gehören". Ebenso stieß bei der Nürtinger STATTzeitung auf Kritik, dass ein anderer Redakteur der Nürtinger Zeitung ausgerechnet in Bezug auf Rolf Kosiek gefordert hatte: "Der Radikalenerlaß muss weg!". Die STATTzeitung stellt die rhetorische Frage in den Raum, ob im Konkurrenzblatt bei dem Berufsverbot eines kommunistischen Lehramtsanwärters durch den Radikalenerlass mit ebensolchem "human touch" und "ebenso vehementen Worten gegen die Berufsverbotpraxis" berichtet würde. Im Lauf der Zeit ließ die Nürtinger STATTzeitung vom öffentlichen Kritisieren der Nürtinger Zeitung ab und versuchte eher nach dem journalistischen Grundsatz zu handeln: "Schimpf nie über andere Zeitungen, sondern mach es besser!" Wie Dr. Walter Staffa zu dessen Lebzeiten ist Dr. Rolf Kosiek ein rechtsextremer Netzwerker in Nürtingen. Er ist einer der wenigen Rechtsextremen, die durch den Radikalenerlass betroffen waren. 2005 resümierte die Nürtinger STATTzeitung zu ihrem veränderten Verhältnis zu Stadtvertretern und Nürtinger Zeitung: "Einige Feindbilder von früher haben sich aber entschärft. Die Stadtvertreter sind bürgernäher geworden und haben an Arroganz eingebüßt, und auch die Nürtinger Zeitung hat sich von der Hofberichtserstattung etwas fortbewegt." 2016 stellte die Nürtinger STATTzeitung in der Fotoausstellung STATTbilder Fotos aus zehn Jahren Online-Fotogalerie im Nürtinger Rathaus aus, zur Vernissage begrüßte Bürgermeisterin Claudia Grau. Die Fotos zeigten laut Ausstellungsbeschreibung "einen liebevollen, hintergründigen und scharfsinnigen Blick auf Nürtingen"., die Fotoausstellung wurde von der Nürtinger Zeitung als "Die Perspektive des Alternativen" benannt.

## Onlineära von 2004 bis 2020
2004 beschlossen eine Redakteurin und ein Redakteur, die Nürtinger STATTzeitung online wiederzubeleben. Dies geschah am 15. Juli 2004. Die Redaktionssitzungen fanden einmal in der Woche statt und waren offen. Im Februar 2020 verabschiedete sich die Nürtinger STATTzeitung in ihrem Online-Angebot von ihren Lesern.

### Logo
Das Logo der Online-Ära geht auf einen Schriftzug aus der Printära zurück und enthält die animierte Figur Kilroy was here beziehungsweise des Mr. Chad in der Bedeutung "Kilroy is watching you", die auf Tatsachen und Missstände aufmerksam macht wie auch auf unvermutete Allgegenwärtigkeit.

### Preisstruktur
Wurden die Printausgaben noch für 1 DM bis 2 DM verkauft, so war das Onlineangebot dank der ehrenamtlichen Tätigkeit und der fehlenden Druckkosten kostenlos.

### Auszeichnung
Die Nürtinger STATTzeitung erhielt 2006 den Alternativen Medienpreis" in der Sparte Internet. Kriterien waren: "Außergewöhnlich, andere Wege als der Mainstream nutzend, engagiert, kritisch, nicht populistisch". Die Laudatio hielt padeluun.

## Überregionale Bedeutung
Exemplare der Druckversion der Nürtinger STATTzeitung sind in der Zeitschriftendatenbank (ZDB) der Staatsbibliothek Berlin und der Deutschen Nationalbibliothek gelagert. Die Friedrich-Ebert-Stiftung lagert alle Exemplare der Printära, davon ist´ein Teil auch in der Württembergischen Landesbibliothek wie auch im "Archiv für die Geschichte des Widerstandes und der Arbeit" in Berlin archiviert. 2006 erhielt die Nürtinger STATTzeitung den "Alternativen Medienpreis" in der Sparte Internet, der von der Nürnberger Medienakademie, heute Stiftung Journalistenakademie, ausgelobt wird. In einem Seydlitz-Geographie-Buch des Schroedel-Verlags wird die Auseinandersetzung um die Ansiedlung der Firma Hugo Boss in Nürtingen und Metzingen unter anderem anhand eines Textes nach einem Beitrag in der Nürtinger STATTzeitung über die Gemeinderatssitzung am 6. Mai 2008 als Beispiel für Flächennutzungskonflikte in der Region Stuttgart dargestellt.

## Lokale Archivierung
Eine erschlossene Gesamtausgabe der gedruckten Zeitungen wird im Stadtarchiv Nürtingen zugänglich gemacht. Das digitale Erbe des Online-Auftrittes wird offline erhalten.

## Presse
- Uwe Gottwald: "Die Perspektive des Alternativen. Ausstellung des Nürtinger Kulturamts mit Fotos aus zehn Jahren Online-Galerie der Stattzeitung", in: Nürtinger Zeitung vom 19. Februar 2016 ntz.de